# Маэл Дуйн мак Аэдо Аллайн
Ма́эл Дуйн мак А́эдо Алла́йн (др.‑ирл. Máel Dúin mac Áedo Alláin; умер в 788) — король Айлеха (770/778—788) из рода Кенел Эогайн.

## Биография
Маэл Дуйн был сыном Аэда Аллана. Его отец правил северо-ирландским королевством Айлех, а с 734 года и до самой своей смерти владел также и титулом верховный король Ирландии. Аэд Аллан погиб в 743 году. После его смерти престол Айлеха перешёл к его брату Ниаллу Фроссаху, который с 763 года также был и верховным королём. Он отрёкся от престола в 770 или 778 году и это позволило Маэл Дуйну самому стать правителем Айлеха. В то же время титул верховного короля Ирландии перешёл к королю Миде Доннхаду Миди из конкурировавшего с Кенел Эогайн рода Кланн Холмайн.
О деятельности Маэл Дуйна мак Аэдо Аллайна как властителя Айлеха известно очень немного. Главное событие его правления — война в 787 году с королём Кенел Конайлл Домналлом мак Аэда Муйндейргом, носившим титул «король Севера». Этим титулом наделялись наиболее могущественные правители той части Ирландии, которая находилась под властью представителей северных ветвей династии Уи Нейллов. В анналах сообщается, что Маэл Дуйн разбил Домналла в сражении и тому пришлось спасаться с поля боя бегством. Благодаря этой победе, титул «король Севера» перешёл к правителю Айлеха.
Однако после этого Маэл Дуйн мак Аэдо Аллайн правил очень недолго: уже в 788 году он скончался и новым королём Айлеха стал его двоюродный брат Аэд Посвящённый. У Маэл Дуйна было три сына, Тигернах, Мурхад и Фланн. Из них Мурхад позднее также был правителем Айлеха.